# Религиозный антисемитизм

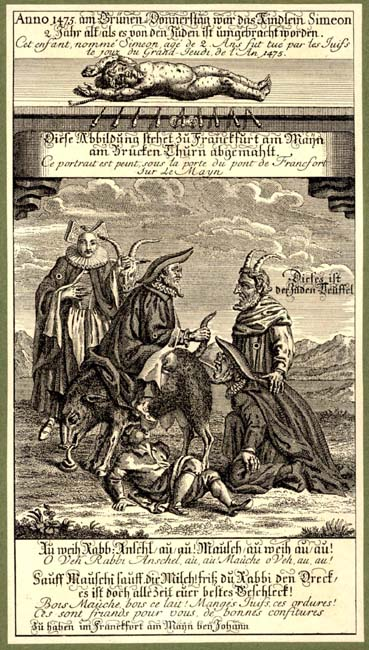
Франкфурт. Антисемитская карикатура, обвиняющая евреев в ритуальном убийстве христианского мальчика в 1475 году

Религиозный антисемитизм — разновидность антисемитизма, предубеждение и ненависть к евреям как носителям иудаизма. Одни авторы сближают понятия антииудаизм и антисемитизм, рассматривая первое явление как часть второго, другие различают или противопоставляют их. Некоторые называют «антисемитскими» направленные против иудаизма и евреев христианские тексты, в то время как другие отвергают использование этого термина до его появления в конце XIX века, одновременно используя его как аналитическую концепцию.
Изначально религиозный антисемитизм появился в среде античного язычества и распространился по Европе с возникновением и развитием христианства.
Христиане обвиняют евреев в неприятии Иисуса как Мессии и в богоубийстве. Религиозный антисемитизм вышел за рамки христианства с появлением ислама.
Одним из самых известных религиозных предрассудков против евреев является кровавый навет: обвинение в убийствах людей другого исповедания (в основном христиан) для использования их крови в ритуальных целях и иных ритуальных убийствах.

## История
Религиозный антисемитизм возник в среде античного язычества в связи с напряжённостью в отношениях с монотеистическим мировоззрением евреев. В дальнейшем он развивался с утверждением христианства как господствующей религии в Римской империи на основе отрицания иудаизма послебиблейского периода. Это привело к резкому разграничению иудаизма и христианства, а также к массовым антиеврейским настроениям в самой церкви и среди верующих
Хотя и сам Иисус и его ученики были евреями, а само христианство имеет глубокие корни в иудаизме, после разрушения римлянами Иерусалимского храма в 70 году н. э. и последующим изгнанием евреев оформился разрыв между иудаизмом и христианством. Распятие Христа рассматривается некоторыми христианскими богословами и другими авторами как совершённое евреями «богоубийство». Также христиане уверовали, что роль богоизбранного народа перешла от евреев к ним. Одним из жанров раннехристианской литературы были апологетические сочинения Adversus Judaeos («Против иудеев»). Они формировали в христианской среде негативный образ иудеев и их религии.
Начиная с VII века христианские власти принуждали евреев к массовому крещению. Во время Крестовых походов евреи в разных странах Европы были лишены гражданских прав, а многие общины физически уничтожены. Социально-религиозные притеснения и гонения на евреев в Европе и в России принимали сходные формы: запреты на профессии, насильственное крещение, «кровавые наветы», погромы.
Отказ иудеев воспринимать мусульманские проповеди вызвал гнев Мухаммеда и его последователей. С тех пор догматический антииудаизм является традиционной частью исламского вероучения. В исламской интерпретации Корана, Аллах превратил евреев в свиней и обезьян. Представление о современных евреях как потомках свиней и обезьян имеет широкое распространение среди верующих мусульман. При этом конфликт с иудеями в исламе не имел столь принципиального характера как в христианстве и потому меньше сказался на отношении к евреям в мусульманском мире. В частности, полемике с иудаизмом средневековые арабские богословы посвятили минимум своих сочинений и ничего подобного литературе Adversus Judaeos в исламе не было.
Миф об употреблении евреями крови христиан для религиозных целей возник почти одновременно в Византии (XI век — Евстратий Постник) и Англии (XII век — Вильям Норвичский). Учёные связывают эти две легенды с религиозными настроениями периода первых крестовых походов с их акцентом на распятии Христа и антиеврейской идеологией.

## Формы
Религиозный антисемитизм может существовать формах теоретического (теологического) антисемитизма и в форме неотрефлексированной ментальности. В обоих случаях, как писал историк Михаил Дмитриев, это религиозно-конфессиональная фобия, переплетенная с этническими предрассудками, но отличная от них.

## Светский антииудаизм
Существует также светская критика иудаизма. В частности в СССР пропаганда против иудаизма часто велась в грубой форме, граничащей с антисемитизмом, например в книге «Иудаизм без прикрас».